# Kraindorf, Frauenstein
Kraindorf je naselje v Občini Frauenstein v Okraju Šentvid ob Glini na Koroškem v Avstriji.